# Henry Bibb
Henry Walton Bibb (10 de maio de 1815 no Kentucky — 1845) foi um autor e abolicionista norte-americano que nasceu como escravo. Após fugir da escravidão para o Canadá, ele fundou um jornal abolicionista, The Voice of the Fugitive. Ele retornou para os Estados Unidos e deu palestras sobre a escravidão.

## Biografia
Bibb nasceu de uma mulher escravizada, Mildred Jackson, em uma plantação em Cantalonia, Kentucky, no dia 18 de maio de 1815. Seus familiares lhe disseram que seu pai era James Bibb, um homem branco, senador do estado de Kentucky, mas Henry nunca o conheceu. Conforme foi ficando mais velho, Bibb viu cada um dos seus seis irmãos serem vendidos para outros senhores.
Em 1833, Bibb se casou com outra mulata escravizada, Malinda, que vivia no condado de Oldham. Eles tiveram uma filha, Mary Frances.
Em 1842, ele consegue fugir para Detroit, onde ele esperava ganhar a liberdade de sua esposa e filha. Após descobrir que Malinda foi vendida como concubina para um dono de plantação branco, Bibb focou em sua carreira como abolicionista, viajando e dando palestras por todos os Estados Unidos.
Em 1849–50 ele publicou sua autobiografia Narrative of the Life and Adventures of Henry Bibb, An American Slave, Written by Himself, que se tornou uma das mais conhecidas narrativas de escravo dos anos do antebellum. A aprovação da Lei do Escravo Fugitivo de 1850 aumentou o perigo para Bibb e sua segunda esposa, Mary E. Miles, de Boston; a lei exigia que o Norte cooperasse na captura de escravos fugitivos. Para garantir sua segurança, os Bibbs se mudaram para o Canadá e se fixaram em Sandwich, Canadá Superior, hoje Windsor, Ontário.
Em 1851, ele fundou o primeiro jornal negro do Canadá, The Voice of the Fugitive. O jornal ajudou a desenvolver um ambiente mais simpático aos negros no Canadá, além de ajudar os recém-chegados a se ajustarem. Devido a sua fama como autor, Bibb reencontrou três dos seus irmãos, que também haviam fugido da escravidão para o Canadá. Em 1852 ele publicou suas histórias no seu jornal.
Bibb morreu em 1854, aos 39 anos.